# 上海アメリカンスクール

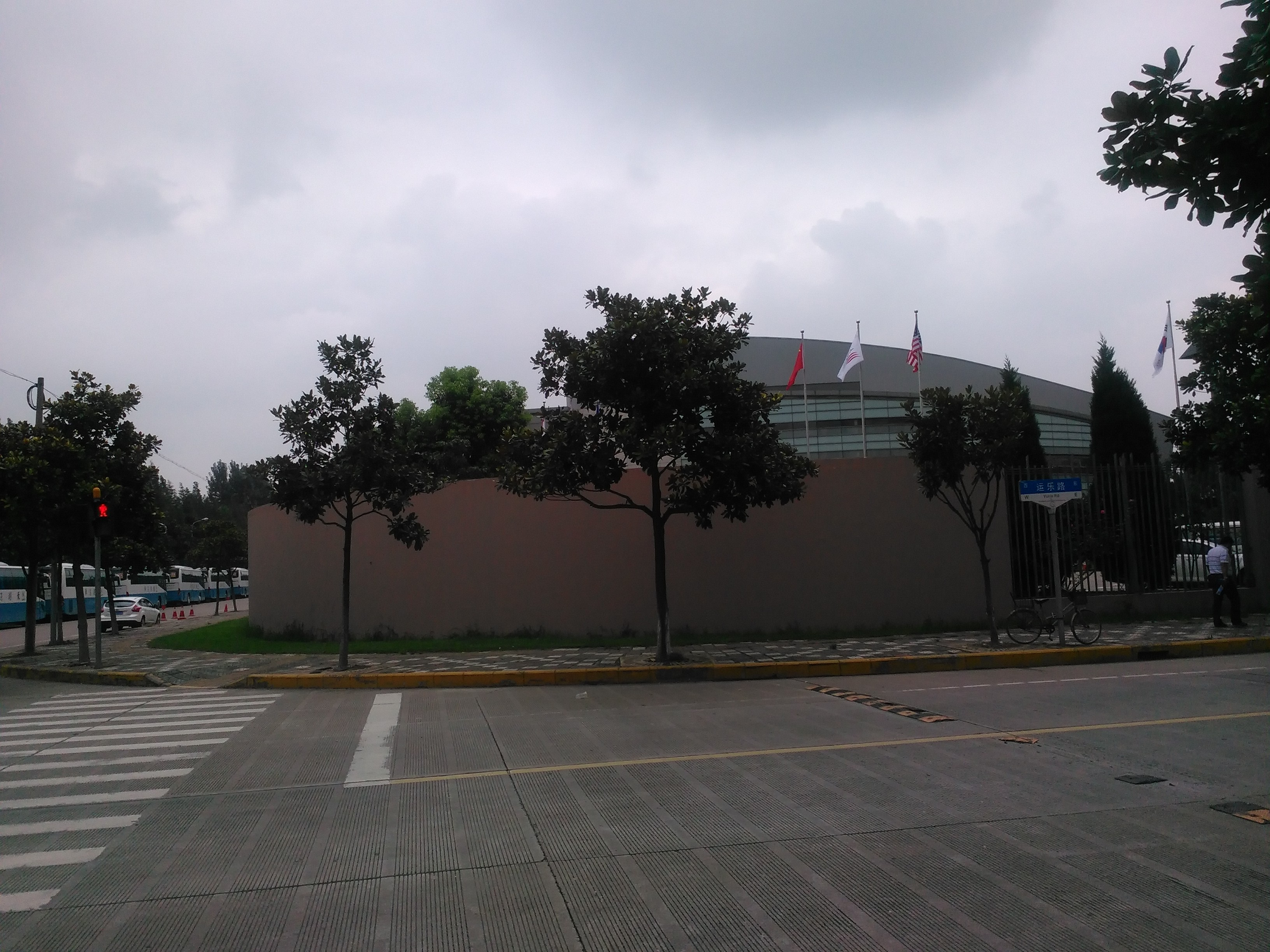
上海アメリカンスクール - Puxi Campus

上海アメリカンスクール（Shanghai American School、SAS）は、中華人民共和国の上海市にあるアメリカンスクール（主に米国籍・米国市民の子弟・子女のための米国内の学校と同様な学制・教育課程・メソッドで教育を行う学校・教育機関）である。

## 概要

### 名称
- 英語: Shanghai American School
- 中国語: 上海美国学校
- 日本語: 上海アメリカンスクール

### 所在地
浦西キャンパス
中華人民共和国 上海市 閔行区 諸濯鎮 金豊路258号（〒201107）
浦東キャンパス
中華人民共和国 上海市 浦東新区 三甲港 凌白路1600号 上海林克斯外商休閑社区（〒201201）

### 沿革
- 1912年 - 設立
- 1949年 - 閉鎖
- 1980年 - 再開（在上海米国領事館内グラウンド）
- 1989年 - キャンパス移転（上海第三女子中学校 跡地）
- 1992年 - 中学校（Middle School）増設
- 1994年 - 高校（High School）増設
- 1998年 - 浦東キャンパス増設
- 2000年 - 浦西キャンパス移転完了

### 課程・学制
- 全日制・男女共学制

### 学種
- プレキンダーガーテン（Pre-Kindergarten）: 4歳児対象
- キンダーガーテン（Kindergarten）: 5歳児対象
- エレメンタリースクール（Elementary School）・小学: グレード1 - 5
- ミドルスクール（Middle School）・中学: グレード6 - 9
- ハイスクール（High School）・高校: グレード10 - 12

### コース
高校生になると以下から選択が可能。
IB(International Baccalaureate)
国際バカロレア課程（国際的な教育資格・課程）
AP(Advanced Placement)
アドバンストプレースメント（主に米国を中心に採用されている学習到達度基準）

### 課外活動・クラブ活動
運動系は各種スポーツ全般が揃っている。文化系はブラスバンド、ジャズバンド、ロックバンド等々がある。

### その他プログラム
日本人の子弟・子女等のように、英語の母語話者でない英語初級者、英語力のレベルが当該学年の期待されるレベルに満たないと判断された生徒向けのプログラムとして、ESOLプログラムが用意されている。

### 学期制
1年は2つの学期（Semester）にわかれている。
- 始業 - 終業: 8月中旬 - 翌年6月中旬（約10ヶ月弱）
  - 1学期（上半期）: 8月下旬 - 翌年1月上旬（約4ヶ月間）
  - 2学期（下半期）: 1月上旬 - 6月上旬（約4ヶ月間）
    - 夏休み: 6月上旬 - 8月下旬（約2.5ヶ月間）
    - 冬休み: 12月下旬 - 1月初旬（約2週間）
    - 旧正月休み: 1月下旬 - 2月上旬（約1週間）
    - 春休み: 3月下旬（約1週間）

### 成績表・通知表
成績表・通知表（Reports Cards）は、レターヘッド付の用紙に印刷されたものが、各学期末にクーリエ（宅配便）で自宅・親元に届く。
途中経過は、各教科ごとに、おおむね四半期ごとにedline.netを通じて配信され、親や本人はユーザＩＤとパスワードでそれを閲覧できる。
成績評価は、相対評価で、100点満点評価である。相対評価であるため、日本でほぼオール5（あるいはオールA。あるいは全教科100点満点）であった生徒であっても、必ずしも高評価・高成績を修められるとは限らない。世界各国から集まった生徒の中には、算数オリンピックに参加したり、小学生なのに大学生レベルの数学を解くような優秀な生徒もいたりするからである。

#### 優等賞（Honor Roll Status）
成績優良な生徒には、全教科の平均点によって、優等賞（賞状）＝Honor Rollが付与される。
- Middle School（中等部）Grade 6 - 8の場合 - 日本の小学6年生 - 中学2年生に相当
  - High Honor Roll（最優等賞） - 全教科の平均点が100点満点中93点以上の場合
  - Honor Roll（優等賞） - 全教科の平均点が100点満点中88 - 92.9点の場合

- High School（高等部）Grade 9 - 12の場合 - 日本の中学2年生 - 高校3年生に相当
  - High Honor Roll（最優等賞） - 全教科GPAが3.70 - 4.00(満点)の場合
  - Honor Roll（優等賞） - 全教科GPAが3.50 - 3.69の場合

#### 教科
- Middle School（中等部）Grade 6 - 8の場合 - 日本の小学6年生 - 中学2年生に相当
  - Mathmatics（算数・数学）
  - Science（理科）
  - Humanities（社会）
  - Music（音楽）
  - Physical Exercise（体育）
  - Health（保健）
  - Art（芸術・図画工作）
  - Foreign Language（外国語 - 英語以外で、中国語、スペイン語、フランス語、ドイツ語、等から選択。日本語はない）

## 学校生活

### 生徒数及び出身地・国籍構成
2008 - 2009年度（2008年8月 - 2009年6月）時点で約2,900名（約40ヶ国）。

### 授業の特色
自由な履修科目選択
小学生でも午前中は必修科目・午後は選択科目というまるで大学生のような自由な履修・科目選択が可能。
音楽の重視
小学生はブラスバンドで必ず楽器を担当。親が見に来る発表会も年に数回あり。
体育の重視
水泳やマラソン（マイルラン）等。成績上位者は表彰を受ける。
ブログ
生徒一人一人が自分のブログを書く。もちろん先生も。宿題をブログに掲載させたりする。
コンピュータ学習
充実している。AppleのMacを用いる。2009年度（2009年8月 - ）から一人一台MacBookの制度となる。

### 行事・イベント
フィールドトリップ（遠足）
日帰りの遠足。年数回程度（学年や担任によって異なる）
オーバーナイトフィールドトリップ（修学旅行）
宿泊を伴う小旅行。年１回程度（学年や担任によって異なる）
ハロウィーンパーティ
秋（10月末）に実施。生徒・先生がハロウィン仮装のままいつも通り通学・授業を行う。
スポーツデイ（運動会）
秋（9 - 10月）
クリスマスコンサート
12月
スプリングコンサート
5 - 6月

### その他の催し
コスチュームデイ
不定期に実施。
- パジャマデイ（全員パジャマを着て通学・授業。）
- ヒッピーデイ（ヒッピーのようなファッションと髪型で通学・授業）
- ハリウッドデイ（ハリウッドスターのようなファッションと髪型で通学・授業）、等々。

授業参観
年に2 - 3回程度。不定期に実施。日本の授業参観と異なり普段の授業ではなく生徒の発表会を見に行く感じ。

### 制服
制服は存在しない。

### 各種サービス
スクールバス
あり（有料。おそらく上海で最も新型・大型スクールバス。シンガポールのバス会社が運営。）
スクールランチ（給食）
あり（有料。教師・職員や中高生も利用する本格的なカフェテリア。お弁当を持ってきても良い。）
会報
あり（無料。ParentTalkという会報が週刊で生徒に配布される。学校内外の各種ニュース・イベント情報が満載。オンラインでも閲覧可能。）

### キャンパス・校舎・施設
キャンパス
東西2つの広大なキャンパス（高校 - 幼稚園まで）
校舎
棟が高校、中学、小学、幼稚園で分かれている。
図書室
高校、中学、小学、幼稚園でそれぞれ大規模なものが設置されている。
運動場・グラウンド
野球やサッカーが何面もできるほど広大である。